# Momuy
Momuy (gaskonsko Momui) je naselje in občina v francoskem departmaju Landes regije Akvitanije. Naselje je leta 2009 imelo 454 prebivalcev.

## Geografija
Kraj leži v pokrajini Gaskonji ob reki Luy de France, 35 km jugozahodno od Mont-de-Marsana.

## Uprava
Občina Momuy skupaj s sosednjimi občinami Aubagnan, Castelner, Cazalis, Hagetmau, Horsarrieu, Labastide-Chalosse, Lacrabe, Mant, Monget, Monségur, Morganx, Peyre, Poudenx, Sainte-Colombe, Saint-Cricq-Chalosse, Serres-Gaston in Serreslous-et-Arribans sestavlja kanton Hagetmau s sedežem v Hagetmauu. Kanton je sestavni del okrožja Mont-de-Marsan.

## Zgodovina
Naselbina je bila osnovana kot srednjeveška bastida pod Plantageneti v letu 1341.

## Zanimivosti
- grad Château de Momuy iz 16. stoletja,
- cerkev sv. Martina iz leta 1867,